# Szent Mór Kollégium
A Szent Mór Kollégium, régebbi nevén Maurinum Pécs első, kifejezetten kollégiumnak épített román stíluselemekkel díszített, kétemeletes épülete. A 48-as tér déli részén található intézményt 2008 nyár végén bezárták, hogy felújítás után a Pécsi Tudományegyetem új, reprezentatív külsejű „adminisztratív központjaként” nyissák meg újra. Az épület azóta rektori hivatalként működik.
Az 1929. szeptember elsején megnyílt kollégium megálmodója Vargha Damján György (1873–1956) akadémikus, egyetemi tanár, a Szent István Akadémia alapító tagja, a középkori magyar irodalom kiemelkedő tudós kutatója volt.
Az intézmény a pécsi 48-as tér Vasvári Pál utcai oldalán helyezkedik el.

## Története
A pozsonyi Magyar Királyi Erzsébet Egyetem (most: Pécsi Tudományegyetem) Pécsre való költöztetése után (1921) szükségessé vált az egyetemisták kollégiumi elhelyezése Pécsett, így 1925-ben elkészült a Szent Mór Collegium alaptervezete. Az építkezést - adományokból finanszírozva - már 1926-ban megkezdték Fábián Gáspár és Pilch Andor tervei alapján. A hivatalos alapkőletétel 1928. április 22-én volt. Az új kollégiumot 1929 októberében szentelték fel.
Első igazgatója Vargha Damján György cisztercita szerzetes.